# 珊瑚擬雙線䲗
珊瑚擬雙線䲗（学名：Paradiplogrammus corallinus），又名老鼠、狗圻，为鼠䲗科擬雙線䲗屬下的一个种。